# Recchia
Recchia es un género con tres especies de plantas  perteneciente a la familia Surianaceae.

## Especies
- Recchia connaroides
- Recchia mexicana
- Recchia sessiliflora
- Recchia simplicifolia

## Sinonimia
- Rigiostachys